# Населення Чернівців

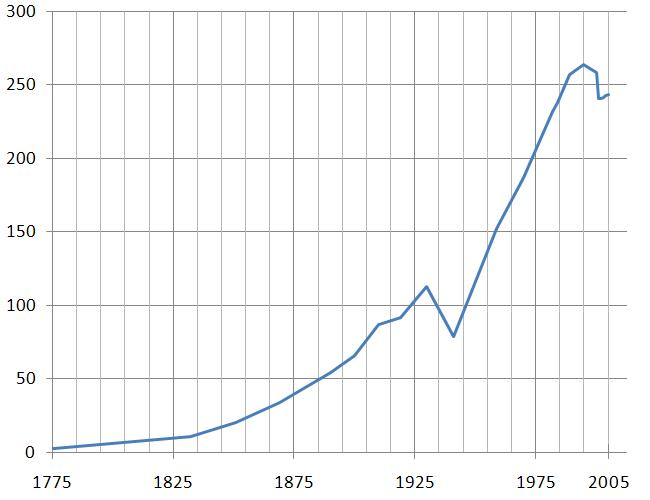
Демографічний розвиток Чернівців (тис. осіб за роками)

Чернівці — місто на заході України, адміністративний центр Чернівецької області. За кількістю населення Чернівці посідають 21-е місце в Україні.

## Чисельність населення та його динаміка
У липні 1762 р. чернець-єзуїт Й. Боскович, який супроводжував англійського посланця Портера, у своєму щоденнику відзначав, що населення міста складалося з православних та євреїв, які мешкали у 200 хатинах. Починаючи з 1775 р. населення Чернівців неухильно зростало завдяки припливові з Буковини, а ще більше з Галичини (українців та поляків) та німців з Австрії і Німеччини.
У радянські часи населення Чернівців стрімко збільшилося за рахунок міграції селян до міста. Значне зростання населення міста відбулося у 70—80 роках минулого століття, що обумовлювалося будівництвом та розміщенням великих промислових об'єктів на території міста. Це викликало притік робочої сили зі східних областей та навколишніх населених пунктів. Починаючи з дев'яностих років минулого століття, спостерігалася певна стабілізація цього зростання зі збереженням тенденції до збільшення. У 2000–2001 рр. відбувся помітний спад чисельності населення міста. Не виключено, що це пов'язано з упорядкуванням даних про чисельність населення під час Всеукраїнського перепису 2001 року.
| Рік                  | 1775 | 1794 | 1832 | 1846 | 1851 | 1858 | 1869 | 1873 | 1881 | 1890 | 1891 | 1900 | 1901 | 1910 | 1912 | 1915 | 1919 | 1920 | 1926 | 1930  | 1933  | 1936  | 1939  | 1941 | 1959  | 1964  | 1967  | 1970  | 1973  | 1974  |
| -------------------- | ---- | ---- | ---- | ---- | ---- | ---- | ---- | ---- | ---- | ---- | ---- | ---- | ---- | ---- | ---- | ---- | ---- | ---- | ---- | ----- | ----- | ----- | ----- | ---- | ----- | ----- | ----- | ----- | ----- | ----- |
| Населення, тис. осіб | 2,3  | 5,0  | 11,0 | 15,0 | 20,4 | 26,3 | 34,0 | 33,9 | 45,6 | 54,2 | 57,4 | 65,8 | 67,6 | 93,0 | 87,1 | 94,0 | 91,9 | 90,0 | 90,0 | 112,4 | 111,1 | 112,4 | 109,7 | 78,8 | 141,9 | 154,0 | 178,0 | 186,8 | 198,0 | 199,0 |

| Рік                  | 1979  | 1981  | 1982  | 1984  | 1985  | 1987  | 1989  | 1991  | 1992  | 1995  | 1996  | 1997  | 1998  | 1999  | 2000  | 2001  | 2002  | 2003  | 2004  | 2005  | 2006  | 2007  | 2008  | 2009  | 2010  | 2011  | 2012  | 2013  | 2014  |
| -------------------- | ----- | ----- | ----- | ----- | ----- | ----- | ----- | ----- | ----- | ----- | ----- | ----- | ----- | ----- | ----- | ----- | ----- | ----- | ----- | ----- | ----- | ----- | ----- | ----- | ----- | ----- | ----- | ----- | ----- |
| Населення, тис. осіб | 218,6 | 224,0 | 232,0 | 238,0 | 244,0 | 254,0 | 256,6 | 258,8 | 261,2 | 262,0 | 261,2 | 258,5 | 255,4 | 252,4 | 248,7 | 244,7 | 240,5 | 241,2 | 241,7 | 242,3 | 243,5 | 245,0 | 246,9 | 249,5 | 251,8 | 253,8 | 255,9 | 258,8 | 262,1 |

## Рух населення

### Природний рух
Динаміка природного приросту населення Чернівців за останні 15 років дуже схожа до динаміки інших міст України. У цілому за цей час природний приріст населення зменшився майже вчетверо. Особливо різке падіння природного приросту спостерігалося протягом 1989–2001 років. З 2001 року негативний показник природного приросту населення дещо зменшується, проте кількість померлих продовжує перевищувати кількість народжуваних. У 2005 р. природний приріст становив 357 осіб.
Показники природного руху населення Чернівців
|                             | 2000 | 2003 | 2004 | 2005 | 2006 | 2007 | 2008 | 2009 | 2010 | 2011 | 2012 | 2013 |
| Народжені                   | 1860 | 1998 | 2234 | 2326 | 2343 | 2275 | 2556 | 2564 | 2560 | 2624 | 2605 | 2751 |
| Померлі                     | 2490 | 2604 | 2621 | 2683 | 2621 | 2714 | 2665 | 2577 | 2494 | 2396 | 2424 | 2446 |
| Природний приріст населення | –630 | –606 | –387 | –357 | –278 | –439 | –109 | –13  | +66  | +228 | +181 | +305 |
|                             |      |      |      |      |      |      |      |      |      |      |      |      |

### Міграційний рух
Показники міграційного руху населення Чернівців
|                     | 2000 | 2003   | 2004  | 2005  | 2006  | 2007  | 2008  | 2009  | 2010  | 2011  | 2012  | 2013  |
| Прибулі             | 5686 | 5565   | 5567  | 5780  | 5886  | 6427  | 6212  | 5753  | 5570  | 5464  | 6419  | 6719  |
| Вибулі              | 5197 | 4431   | 4624  | 4199  | 4089  | 4041  | 3506  | 3501  | 3569  | 3606  | 3687  | 3736  |
| Міграційний приріст | +489 | + 1134 | + 943 | +1581 | +1797 | +2386 | +2706 | +2252 | +2001 | +1858 | +2732 | +2983 |
|                     |      |        |       |       |       |       |       |       |       |       |       |       |

## Вікова структура населення
Чернівці — молоде місто: більша частина населення Чернівців має вік до 44 років (у 2005 році — 63,85 %). Проте, відстежуючи тенденції, можна спостерігати ознаку наростаючого «старіння» населення. З 1989 року по 2005 рік частка населення віком 0—14 років скоротилася з 21,70 % до 13,85 %.
Розподіл постійного населення за основними віковими групами
|      | молодше працездатного віку | працездатного віку | старше працездатного віку |
| 1989 | 23,3%                      | 60,7%              | 16,0%                     |
| 2002 | 18,0%                      | 64,6%              | 17,4%                     |
| 2003 | 17,0%                      | 65,5%              | 17,5%                     |
| 2004 | 16,3%                      | 66,0%              | 17,7%                     |
| 2005 | 15,7%                      | 66,2%              | 18,1%                     |
| 2006 | 15,4%                      | 66,4%              | 18,2%                     |
| 2007 | 15,0%                      | 66,5%              | 18,5%                     |
| 2008 | 14,8%                      | 66,4%              | 18,8%                     |
| 2009 | 14,7%                      | 66,2%              | 19,1%                     |
| 2010 | 14,7%                      | 65,7%              | 19,6%                     |
|      |                            |                    |                           |

## Національний склад
Згідно з опитуваннями, проведеними Соціологічною групою «Рейтинг» у 2017 році, українці становили 90% населення міста, росіяни — 7%.
За національним складом Чернівці є поліетнічним містом. Від 1775 Чернівці набрали мішаного характеру національного складу. Крім українців і румунів, у Чернівцях селилися євреї, німці й поляки. До 1918 у місті панувала німецька мова, якою, крім німців, розмовляли також євреї (разом вони становили половину населення міста) і навіть частково українці, румуни і поляки.
У 1940 році з Чернівців було репатрійоване майже усе етнічне німецьке населення, що завдало місцевому поліетнічному колориту непоправної шкоди. Перепис 1941 року показує великі зміни, що відбулися на початку другої світової війни: переселення німців, частково українців, поляків і румунів до Німеччини і Румунії, приплив євреїв з довколишніх місцевостей. За радянського часу зникли німці і поляки, зменшилась чисельність румунів (17 %), євреїв, натомість збільшилась чисельність українців (62 %) і росіян (11 %).
Сьогодні у Чернівцях проживає населення 65 національностей. Серед них найбільше українців — близько 80 %, росіян — до 12 %, румун — до 5 %, молдован — до 2 %, поляків, євреїв, білорусів — до 1 %.
Національний склад населення Чернівців за даними переписів:
|                  | 1870   | 1890   | 1910   | 1930    | 1959    | 2001    |
| українці         | 5 831  | 10 385 | 15 254 | 11 130  | 61 000  | 189 021 |
| росіяни          |        |        |        | 1 521   | 32 400  | 26 733  |
| румуни/молдовани | 5 999  | 7 624  | 13 440 | 30 367  | 10 600  | 14 382  |
| євреї            | 9 552  | 17 359 | 28 613 | 42 592  | 37 600  | 1 308   |
| поляки           |        |        |        | 8 986   | 2 300   | 1 408   |
| білоруси         |        |        |        |         | 1 200   |         |
| німці            |        |        |        | 16 359  |         |         |
| населення        | 33 870 | 54 250 | 87 230 | 112 427 | 141 940 | 236 700 |
|                  |        |        |        |         |         |         |

|                  | 1870   | 1890   | 1910   | 1930    | 1959    | 2001    |
| українці         | 17,2%  | 19,1%  | 17,5%  | 9,9%    | 43,0%   | 79,9%   |
| росіяни          |        |        |        | 1,4%    | 22,8%   | 11,3%   |
| румуни/молдовани | 17,7%  | 14,1%  | 15,4%  | 27,0%   | 7,5%    | 6,1%    |
| євреї            | 28,2%  | 32,0%  | 32,8%  | 37,9%   | 26,5%   | 0,6%    |
| поляки           |        |        |        | 8,0%    | 1,6%    | 0,6%    |
| білоруси         |        |        |        |         | 0,8%    |         |
| німці            |        |        |        | 14,6%   |         |         |
| населення        | 33 870 | 54 250 | 87 230 | 112 427 | 141 940 | 236 700 |
|                  |        |        |        |         |         |         |

## Мовний склад
Українська мова є основною та єдиною офіційною мовою міста.
Згідно з опитуваннями, проведеними Соціологічною групою «Рейтинг» у 2017 році, українською вдома розмовляли 66 % населення міста, російською — 11 %, українською та російською в рівній мірі — 20 %.
Згідно з опитуванням, проведеним Міжнародним республіканським інститутом у квітні-травні 2023 року, українською вдома розмовляли 82 % населення міста, російською — 15 %, румунською — 2 %.
27 липня 2023 року рішенням Чернівецької міської ради у Чернівцях було запроваджено мораторій на публічне використання російськомовного культурного продукту.
Згідно з опитуванням, проведеним Міжнародним республіканським інститутом у квітні-травні 2024 року, українською вдома розмовляли 87 % населення міста, російською — 28 %, румунською — 5 % (на відміну від опитування 2023 року було дозволено вибір кількох варіантів).
Рідна мова населення Чернівців, згідно з переписом 2001 року:
- українська — 79,2%,
- російська — 15,27%,
- румунська — 3,26%,
- молдовська — 1,08%,
- польська — 0,12%,
- єврейська — 0,11%,
- білоруська — 0,09%,
- вірменська — 0,05%,
- болгарська — 0,03%,
- німецька — 0,03%,
- циганська — 0,02%,
- угорська — 0,01%,

Етномовний склад населення районів міста (рідні мови за переписом 2001 р.)
|                      | українська | російська | румунська | молдовська | польська | єврейська | білоруська |
| м. Чернівці          | 79,20      | 15,27     | 3,26      | 1,08       | 0,12     | 0,11      | 0,09       |
| Садгірський район    | 93,43      | 4,04      | 0,38      | 0,51       | 0,13     | 0,01      | 0,08       |
| Першотравневий район | 77,45      | 16,22     | 3,53      | 1,43       | 0,12     | 0,13      | 0,09       |
| Шевченківський район | 77,19      | 17,08     | 3,70      | 1,02       | 0,12     | 0,12      | 0,09       |
|                      |            |           |           |            |          |           |            |

Мовний склад Чернівців у другій половині XIX ст.
| мова             | 1857   | 1880   | 1900   |
| німецька та їдиш | 12 290 | 22 720 | 34 441 |
| румунська        | 4 800  | 6 431  | 9 400  |
| українська       | 3 500  | 8 232  | 13 030 |
| польська         | 810    | 6 707  | 8 601  |
| інші             | 188    | 510    | 295    |
| всього           | 21 588 | 44 600 | 65 767 |

| мова             | 1857  | 1880  | 1900  |
| німецька та їдиш | 56,9% | 50,9% | 52,4% |
| румунська        | 22,2% | 14,4% | 14,3% |
| українська       | 16,2% | 18,5% | 19,8% |
| польська         | 3,8%  | 15,0% | 13,1% |
| інші             | 0,9%  | 1,1%  | 0,4%  |
|                  |       |       |       |